# Vega-ekspeditionen
Vega-ekspeditionen under ledelse af Adolf Erik Nordenskiöld var den første ekspedition, som fandt vejen og sejlede gennem hele Nordøstpassagen.
Allerede i midten af 1700-tallet blev det antaget, at der fandtes en søvej mellem Europa og Asien gennem Ishavet. Efter en hård og problemfyldt rejse fik Vega-ekspeditionen en lykkelig afslutning og blev anset for at være blandt de fornemste svenske videnskabelige præstationer.

## Planlægningen

### Baggrund
De første udforskninger omkring en mulig sejlbar rute til Asien nord om Sibirien blev foretaget allerede i slutningen af 1500-tallet af blandt andre nederlænderen Willem Barents. I 1600-tallet nåede russiske pelsjægere længere og længere mod nord og Ishavet. Russeren Semjon Dezjnjov blev i 1648 den første, der sejlede gennem sundet mellem Alaska og Sibirien (det nuværende Beringstrædet) og i 1742 opdagede russeren Semjon Tsjeluskin det nordligste punkt på det euroasiatiske kontinent. Det bærer hans navn Kapp Tsjeluskin.
Også den dansk-russiske Vitus Bering gennemførte forskningsrejser i området. I midten af 1700-tallet skrev den schweiziske geograf Samuel Engel en afhandling, hvor han fremlagde sin teori om eksistensen af en nordøstpassage

### Forberedelser
Nordenskiöld havde allerede gennemført flere forskningsrejser i arktiske egne, blandt andet til Svalbard, Vestgrønland, Karahavet og på floden Jenisej.
Nordenskjöld startede med sine forberedelser til ekspeditionen for at finde Nordøstpassagen i 1877, og i juli fremlagde han en detaljeret plan for kong Oscar 2. Kongen godkendte forslaget. Nordenskiold fik gjort flere videnskabelige selskaber i Sverige interesseret og sikrede derved ekspeditionen finansiel støtte.
Til ekspeditionen blev der anskaffet en ældre sælfangerskude, «Vega», som blev ombygget og udrustet for offentlige midler ved marineværftet i Karlskrona. En mindre dampbåd, «Lena», blev udrustet for at følge med som hjælpefartøj for ekspeditionen frem til Lena-floden.

### Ekspeditionens medlemmer
Til kaptajn blev valgt en erfaren sømand med erfaring fra flere arktiske ekspeditioner, Louis Palander.
Videre bestod ekspeditionens medlemmer af videnskabsmænd fra ulige fakulteter, hydrograf, meteorolog, botaniker, zoolog, xylograf, tolk og skibslæge samt befalingsmænd og en besætning på 21 erfarne søfolk.
Flere af ekspeditionens medlemmer var hyret fra andre lande, hvilket førte til, at ekspeditionen fik bevågenhed uden for Sverige.

## Ekspeditionen
Den 22. juni 1878 forlod «Vega« havnen i Karlskrona med kurs mod Tromsø via København og Göteborg. Nordenskiöld selv sluttede sig først i Tromsø i juli til det øvrige selskab.

### 1878
Den 21. juli 1878 forlod begge fartøjer, «Vega» og «Lena», havnen i Tromsø med kurs mod nord og derefter gennem Karahavet, og man passerede Vajgatj-øen den 30. juli. Efter et ophold i Dikson den 6. august fortsatte rejsen østover gennem Nordenskiöld-øerne, og man nåede frem til Kap Tsjeluskin, hvor fartøjerne kastede anker den 20. august Nordenskiöld skrev:
"Vi hade nu nått ett stort, under århundraden förgäfves eftersträfvadt mål. För första gången låg ett fartyg förankradt utanför den gamla verldens nordligaste udde. Färden hade hittills förlöpt väl tack vare god planering och Nordenskiölds stora erfarenhet av arktiska expeditioner".
Efter et ophold fortsatte ekspeditionen videre mod nord, men blev tvunget til igen at sætte kurs mod syd og den isfrie rende langs Tajmyrhalvøens østre kyst, til man nåede Lena-flodens munding natten mellem den 27. og 28. august. Her skiltes fartøjerne, og «Lena» fortsatte op ad floden mod Jakutsk, mens «Vega» fortsatte videre mod øst og sejlede Nysibirien-øerne rundt den 3. september og Medvezji-øerne, eller Bjørn-øerne noget senere. Ismasserne voksede, og rejsen gik langsommere, fordi man ikke tog chancen at sejle om natten. Mellem den 12. og 18. september måtte ekspeditionen stoppe op, for at vente på at isforholdene skulle blive bedre. Nordenskiöld skriver:
"att seglatsen längs Asiens nordkust började blifva något enformig. Äfven den ifrigaste polarfarare kan i längden ledsna på idel is, grund och dimma och idel dimma, grund och is".
Rejsen fortsatte i et noget langsommere tempo, men den 28. september frøs fartøjet fast nær en bosættelse «Pitlekaj» ved «Koljutjinskaya guba» (Koljutjinskayabugten), den nordlige odde på Tjuktjerhalvøen kun en knap dagsrejse fra Uelen. Nordenskiöld skriver:
"Det var en oväntad motgång, så mycket svårare att med jemnmod fördraga, som det var ögonskenligt, att vi skulle hafva undgått densamma, om vi kommit några timmar tidigare till östra sidan af Koljutschin-bay. Talrika tillfällen hade under den föregående delen af resan funnits, då dessa timmar kunnat besparas".
Selv om om Nordenskiöld nu følte mismod ved at måtte afbryde sejladsen for vinteren, var risikoen for overvintring indgået i hans planer, og fartøjet havde proviant til to år.
Overvintringen blev benyttet til forskning og især til Nordqvists etnologiske studier af tjuktjerne.

### 1879
Kystlandet omkring «Vega»s overvintringsplads var øde og monoton, men ikke ubeboet. En lille tjuktjisk bosættelse, «Pitlekaj», lå et par kilometer fra fartøjet, og længere væk fandtes flere lignende bosættelser. Ekspeditionens medlemmer havde hyppig og god kontakt med indbyggerne på stedet, og tjuktjerne kom daglig på besøg i båden. Besætningen og forskerne blev holdt sysselsatte under hele overvintringen med gøremål, som indebar studier på land.
Ekspeditionen gjorde flere forsøg på at få givet besked til omverdenen om, hvor den befandt sig og om overvintringen. I begyndelsen af oktober blev der sendt et brev med tjuktjerne. Først den 10. maj 1880 (efter et halvt år) kom brevet frem til Irkutsk, som var det nærmeste sted på russisk side med regulær postgang, og yderligere en uge inden brevet nåede Stockholm, hvor man i mellemtiden var begyndt at overveje at udsende undsætningsekspeditioner.
Den strenge kulde holdt sig til langt ud på foråret. Endnu i midten af april blev der ofte registreret 40 minusgrader. Isen omkring båden voksede i tykkelse. Langt ind i juni var der fortsat adskillige minusgrader. Den 20. juni havde en issprække åbnet sig nogle mil øst for båden, men det skulle tage yderligere en måned, før isen løsnede sig omkring «Vega». Ved middagstid den 18. juli begyndte isen endelig at løsne og Nordenskiöld skriver:
"Under middagen märktes plötsligt, att fartyget kom i en svag gungning; Palander rusade upp på däck, såg att isen var i rörelse, lät elda på maskinen, som länge sedan blifvit, i förväntan på denna stund, iordningstäld, och två timmar derefter, den 18 juli kl. 3 t. 30 min. e.m., var Vega flaggbeprydd under ånga och segel åter på väg mot målet".
Efter 10 måneders ophold fortsatte rejsen mod Stillehavet, og allerede den 20. juli nåede man Beringstrædet og rundede det euroasiatiske kontinents østligste odde Kap Dezjnjov Nordøstpassagen var nu gennemsejlet.
Derefter udforskede ekspeditionen «Saint Lawrence-bugten» (Zaliv Lavrentija) og «Port Clarence-bugten» i Alaska. Så fortsatte man mod St. Lawrence-øen, hvortil man ankom den 31. juli.
Den 2. september ankom ekspeditionen til Yokohama, og nu kunne man endelig få givet omverdenen besked via telegram om, at Nordøstpassagen for første gang var blevet gennemsejlet. Modtagelsen i Japan var overvældende. Nordenskiöld og hans forskere fik audiens hos kejseren, Meiji, og fik indbydelser til en række steder overalt i Japan. Ekspeditionen forblev i Yokohama i næsten to måneder, meget på grund af at båden blev taget ind til overhaling inden tilbagerejsen til hjemlandet.
Tømmermanden om bord var den af mandskabet, som skrev dagbog. Bogen var mest formet som et brev til hans hustru hjemme i Karlskrona. Andersson mistede dagbogen i Nagasaki, og derefter er dens skæbne ukendt. Dagbogen var forsvundet i 20 år, inden at den den kom tilveje. En svensk søkaptajn faldt over den i en brugtforretning i Shanghai i Kina i april 1898. Kaptajnen overleverede bogen til den svenske handelsattaché for Østasien, og via London havnede den endelig i Sverige 1908 og indgår i dag i Kungliga Vetenskapsakademiens samlinger Bogen blev udgivet posthumt 1979, et hundrede år efter, at den blev skrevet.
Hjemrejsen blev et triumftog via Asien og Middelhavet, og ekspeditionen fik fortsat storartede modtagelser under ophold i Hongkong, Labuan, Singapore og Ceylon. «Vega» forlod Galle på Ceylon den 22. december.

### 1880
Ekspeditionen ankom til Aden den 7. januar, og fartøjet blev hilst med 21 skud fra en salutkonon. Den 9. januar fortsatte rejsen gennem Det Røde Hav, og «Vega» ankom til Suez den 27. januar. Herfra blev der foretaget en udflugt til Kairo, og den 3. februar fortsatte hjemrejsen gennem Suezkanalen, og man nåede Port Said den 5. februar.
Den 14. februar ankom ekspeditionen til Napoli som første anløb i Europa, og også her blev modtagelsen overvældende, ikke mindst på grund af at en af deltagerne var italiener.
Efter besøg i Rom forlod «Vega» Napoli den 29. februar, og den 9. marts sejlede man gennem Gibraltar og mod Lissabon, hvor man ankrede op den 11. marts. Den 16. marts fortsatte rejsen med anløb af Falmouth den 25. marts. Også her blev det til en række indbydelser. Herfra gjorde ekspeditionsmedlemmerne en udflugt til Paris. Den 3. april forlod selskabet Paris og rejste til den nederlandske by Vlissingen, hvortil fartøjet var sejlet.
Den 16. april nåede man København med nye overvældende festligheder, ikke mindst på grund af det danske besætningsmedlem. Den 20. april forlod «Vega» København, og den 24. april kl 08:00 blev Vaxholm passeret og endelig kunne man kaste anker på Stockholms red kl. 22:00 efter en reise på 22.189 nautiske mil.
Hele Stockholm var i festrus, da «Vega» anløb, og hele Stockholms slot strålede i et hav af lys og fyrværkeri. Alle ekspeditionsmedlemmernes navne, fra Nordenskiölds til yngste matros, lyste i ildskrift fra slottets facade. Hele den kongelige familie tog imod ekspeditionens medlemmer; Nordenskiöld skriver:
"Fyrverkerier afbrändes och kanoners dån blandade sig med skallande hurrarop från tusentals åskådare. Sedan vi ytterligare vid Kastellholmen helsats med salut, fäldes ankaret på Stockholms ström kl. 10 e.m."

## Resultater
Ekspeditionen havde opnået sit formål: at finde Norøstpassagen,, men samtidig bevise, at ruten ikke kunne bruges som en handelsvej eller som en praktisk farbar rute mellem Europa og Asien. Ekspeditionens videnskabelige værdi blev de omfattende geografiske, geologiske, botaniske, zoologiske og etnografiske studier, som blev udført under rejsens vinterophold.
Ekspeditionens studier blev offentliggjort i en række videnskabelige rapporter, og en skriftlig redegørelse for ekspeditionens skæbne, eventyr og strabadser blev udgivet i et fem-binds værk (1882-1887). Nogle måneder efter hjemkomsten blev der arrangeret en udstilling om ekspeditionen på Stockholms slot, og materialet fra ekspeditionen blev også udstillet på Verdensudstillingen i Stockholm 1897
Senere lod Nordenskiöld og kaptajn Palander deres egne dagbøger trykke.
I 1880 blev Vega-medaljen indstiftet, og siden 1902 er den 24. april blevet fejret som «Vegadagen».
Først i 1915 sejlede den russiske Boris Vilkitskij på ny igennem Nordøstpassagen, men denne gang fra øst til vest i forbindelse med den store hydrografiske kortlægningsekspedition for Nordishavet, som skete i årene 1910-1915.